# Camposicola
Genre
Camposicola est un genre d'opilions laniatores de la famille des Gonyleptidae.

## Distribution
Les espèces de ce genre sont endémiques  du Brésil. Elles se rencontrent dans les États de Rio de Janeiro et d'Espírito Santo.

## Liste des espèces
Selon World Catalogue of Opiliones (30/08/2021) :
- Camposicola altifrons Mello-Leitão, 1924
- Camposicola sanctateresae (Soares & Soares, 1946)

## Publication originale
- Mello-Leitão, 1924 : Quelques arachnides nouveaux du Brésil. Annales de la Société Entomologique de France, vol. 93, p. 179-187.